# Salon du livre de l'Outaouais
Pour les articles homonymes, voir Salon du livre.
Le Salon du livre de l'Outaouais (SLO) est un événement littéraire et culturel annuel se déroulant à Gatineau au Québec (Canada). Fondé en 1979, l’événement organisé par la Corporation du Salon du livre de l’Outaouais se veut une grande fête du livre où jeunes et moins jeunes sont invités à s'initier à l'univers littéraire et à échanger et à partager leur passion des livres avec leurs pairs ainsi qu'avec les auteurs et autrices.
Chaque année, le Salon du livre de l'Outaouais accueille au Palais des congrès de Gatineau 40 000 visiteurs, dont près de 9 000 élèves, quelque 500 auteurs ainsi que plusieurs centaines de maisons d'édition du Québec, de l'Ontario, du Canada français.
Intégrées à la programmation du SLO, des prestations, des conférences et d’autres activités sont présentées au-delà des murs du Palais des congrès de Gatineau durant les quatre jours du Salon du livre, et ce, depuis 2018,.
Agissant comme catalyseur dans la vie littéraire et culturelle de la région de l’Outaouais, la Corporation du Salon du livre de l’Outaouais est par ailleurs derrière la Maison des arts littéraires (MAL) de Gatineau, une vitrine de diffusion annuelle visant à faire connaître la littérature de langue française, qu’elle soit écrite ou orale, de l’Outaouais, du Québec, du Canada et du monde.

## Le SLO dans la communauté
Dans les jours qui précèdent son grand rendez-vous annuel, le Salon du livre de l’Outaouais permet aux élèves de la région de recevoir dans leur classe des auteurs et illustrateurs par l’entremise de trois tournées. La Tournée petite enfance Desjardins, la Tournée jeunesse Desjardins ainsi que la Tournée jeunesse ados Desjardins permettent d’offrir des animations aux enfants et adolescents du primaire au secondaire, en passant par les tout-petits du préscolaire et en CPE. Chaque année, ce sont quelque 4 500 jeunes qui profitent de cette initiative,.
Le SLO rejoint aussi les jeunes des secteurs plus éloignés de Gatineau par le biais de ses Caravanes littéraires. Depuis 2022, des groupes d’auteurs participent à une tournée nomade sur les routes 105 et 148, ainsi que sur celles de la MRC de Papineau. Ce projet permet de porter la littérature plus loin en offrant à plus de 2 000 jeunes des animations gratuites directement dans les écoles, les CPE et les milieux communautaires. Des rencontres-conférences sous forme de 5 à 7 sont également proposées aux enseignants et pédagogues, ainsi qu’aux parents et au public intéressé des secteurs visités,.
En 2023, l'organisation est devenue partenaire du projet des Passeurs culturels lancé par l’Université du Québec en Outaouais (UQO). L’objectif est de faire des étudiants des programmes en éducation et en enseignement des ambassadeurs culturels en les encourageant à fréquenter des organismes de la région pour développer leur intérêt envers toutes les facettes de la culture.

## Historique
C'est à l'été 1979 que Jacques Poirier, qui est devenu le premier président du Salon du livre de l'Outaouais, a approché la Caisse populaire St-Joseph de Hull pour qu’elle parraine l’événement. La toute première édition du SLO a ainsi lieu le 13 mars 1980 au manège militaire de Hull. C'est toutefois en 1982 que le Salon connaît un véritable envol en intégrant le tout nouveau Palais des congrès de Gatineau.
De grands noms de la littérature ont permis à l'événement littéraire qui a célébré ses 45 ans en février 2024 d'accentuer sa notoriété en acceptant la présidence d'honneur: Yves Thériault, Raymond Lévesque, Marcel Dubé, Alice Parizeau, Michel Tremblay, Arlette Cousture, Sébastien Japrisot, Yves Beauchemin, Paul Ohl, Louis Caron, Roger Fournier, Francine Ouellette, Jacques Godbout, Gilles Vigneault, Marie-Claire Blais, Victor-Lévy Beaulieu, Madeleine Ouellette-Michalska, Jacques Gauthier, Stéphane-Albert Boulais, Francine Allard, Gil Courtemanche, Naïm Kattan, Jean-Marc Dalpé, Lucie Pagé, Bryan Perro et Pauline Gill.
La présidence d'honneur des plus récentes éditions du SLO: 
- 2024 - Léa Clermont-Dion[7]
- 2023 - Iris Boudreau[12]
- 2022 - Blaise Ndala[13]
- 2021 - Kim Thùy[14]
- 2020 - Naomi Fontaine[15]
- 2019 - Stefan Psenak[16]
- 2018 - Simon Boulerice[17]

## Prix et honneurs
L'organisation remet annuellement le Prix littéraire Jacques-Poirier—Outaouais, décerné à un créateur littéraire de l'Outaouais (région 07).
Depuis 2023, en collaboration avec l'Ambassade de France au Canada, le Salon du livre de l'Outaouais et Le français pour l'avenir organisent Lance ton balado!, un concours de baladodiffusion destiné aux élèves canadiens âgés de 12 à 18 ans. Cette initiative a pris la place du Prix du livre enrichi francophone pour la jeunesse, lancé en 2017.
Le Salon du livre s'est aussi vu remettre certains honneurs: 
- Prix Organisme de l’année (Les Culturiades 2021)

- Grand prix d’excellence de la Fondation (Les Culturiades 2004)
- Organisme culturel (Les Culturiades 1998 de la Ville de Hull)
- Hommage de la SNQO
- Club Ambassadeur 1997
- Prix Lyse-Daniels 1991
- Titre d’ambassadeur 1990

## Affiliation
Le Salon du livre de l'Outaouais est membre de l'Association québécoise des Salons du livre (AQSL), un organisme qui fait la promotion de la littérature (livre, périodique et lecture en général) au Québec et qui aide à la coordination, à la promotion et à la recherche pour les Salons du livre québécois affiliés.
Les Salons membres de l'AQSL sont :
- Salon du livre de l'Abitibi-Témiscamingue
- Salon du livre de la Côte-Nord
- Salon du livre de l’Estrie
- Salon du livre de Montréal
- Salon international du livre de Québec
- Salon du livre de Rimouski
- Salon du livre du Saguenay-Lac-Saint-Jean
- Salon du livre de Trois-Rivières